# Žahenberc
Žahenberc je naselje v Občini Rogatec.